# اوبروالترسدورف
اوبروالترسدورف (به آلمانی: Oberwaltersdorf) یک منطقهٔ مسکونی در اتریش است که در ناحیه بادن واقع شده‌است. اوبروالترسدورف ۳٬۶۴۴ نفر جمعیت دارد.